# Mangart
Il Màngart è una montagna delle Alpi Giulie, alta 2.677 m s.l.m., posta lungo il confine italo-sloveno, la quarta cima per altezza di tale sezione alpina e la sesta dell'intera regione, situata fra il territorio del comune di Tarvisio (Friuli-Venezia Giulia), e quello di Plezzo (Slovenia) fino al Passo del Mangart.

## Descrizione

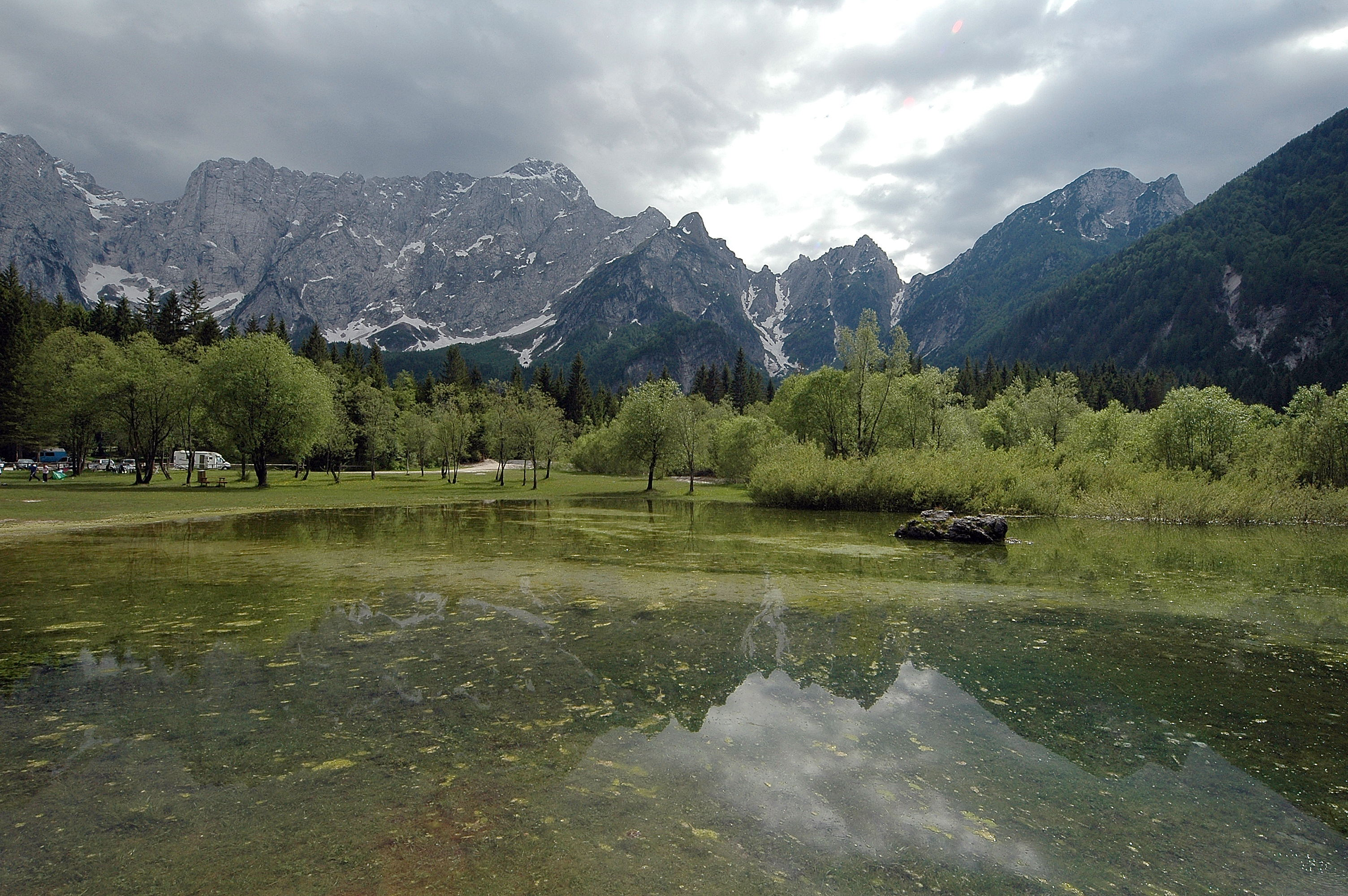
Mangart dal versante italiano dei Laghi di Fusine

È la cima principale del gruppo montuoso omonimo, che si stende tra il passo del Predil e la sella di Racchia (Rateče), unito da una sottile cresta al gruppo dello Monte Gialuz (Jalovec) a sud, formando la catena Mangart-Gialuz, da cui lo separano la val Coritenza ad ovest della cresta e la valle di Planizza ad est.
Le severe pareti nord del nodo centrale sovrastano con una lunga cresta la conca dei laghi di Fusine e offrono diverse ascensioni alpinistiche impegnative, soprattutto sulla parete della cima secondaria del Piccolo Mangart di Coritenza. Piccoli nevai stagionali e glacio-nevati sono presenti su entrambi i versanti montuosi.

## Storia alpinistica e ascensioni notevoli
La prima ascensione documentata fu del naturalista Franz von Hohenwart, il 20 agosto 1794, ma è molto probabile fosse già stato salito da cacciatori di camosci. Malgrado la verticalità e la compattezza della roccia, già nel primo dopoguerra fu teatro di alcune imprese alpinistiche come quella di Celso Gilberti, autore con Ettore Castiglioni e G. Granzotto della prima via sulla parete nord del Piccolo Mangart (sullo spigolo a sinistra del grande diedro), il 28 giugno 1931. Nel secondo dopoguerra le pareti del Piccolo Mangart e della vicina Veunza furono teatro delle imprese di Ignazio Piussi e dei suoi compagni di Cave del Predil. Negli anni settanta vi lasciarono traccia due grandi alpinisti prematuramente scomparsi: il triestino Enzo Cozzolino e il carnico Ernesto Lomasti.
Via normaleItinerario piuttosto semplice e di dislivello contenuto, che rende il Mangart una delle cime più visitate delle Alpi Giulie. Parte infatti dal "Rifugio del Mangart" (Koča na Mangrtu) (1.968 m s.l.m.), raggiungibile per rotabile dal passo del Predil. Dalla conca ove sorge il rifugio è raggiungibile anche attraverso una ferrata di difficoltà moderate ed esposizione scarsa che sale la parete ovest.
Via ferrata italianaFu costruita dagli Alpini negli anni cinquanta, per permettere la salita della vetta senza sconfinare in territorio iugoslavo. Itinerario abbastanza impegnativo ed esposto, parte dal bivacco Nogara (1.850 m s.l.m.), raggiungibile dai laghi.
Via della parete nordaperta da Piussi con Arnaldo Perissutti e Umberto Perissutti nel 1954, segue dapprima il colatoio accanto al pilastro nord eppoi la grande e lunga fessura camino parallela al diedro Cozzolino, è una via molto severa con alcuni passaggi di VI su roccia molto compatta assai difficilmente chiodabile.
Via del Pilastroaperta da Piussi, con Sergio Bellini e Umberto Perissutti, dall'11 al 13 agosto 1962, originariamente VI/A2 oggi superabile completamente in arrampicata libera fino al 6b. Bella salita, logica e diretta, del pilastro oggi denominato pilastro Piussi, difficilissima e sostenutissima per i tempi.
Diedro Cozzolino(V+, VI) Sale l'evidentissimo diedro che chiude a est la parete del Piccolo Mangart di Coritenza, uno dei più rilevanti della catena alpina. Via aperta in arrampicata libera con uso limitato di protezioni da Enzo Cozzolino (con A.Bernardini) il 22-23 settembre del 1970. È stato teatro di ripetizioni anch'esse storiche come la solitaria di Ernesto Lomasti nel 1977 e la solitaria invernale di Renato Casarotto, su una parete completamente incrostata di neve e ghiaccio a -30°, dal 30 dicembre al 9 gennaio 1983.
Spigolo Castiglioni-Gilbertisale l'arrotondato spigolo a sinistra del diedro Cozzolino su roccia compattissima che permette un limitato uso di chiodi, aperta da Celso Gilberti ed Ettore Castiglioni nel 1931.
Via della VitaFerrata attrezzata dagli Alpini negli anni venti e chiamata in origine via della Morte, venne riattrezzata e le venne dato un nome più beneaugurante. Con percorso impegnativo e in forte esposizione, sale la parete sotto forcella Sagherza, che separa il Piccolo Mangart di Coritenza dal Monte Termine. È esposta alla caduta di pietre e va verificato lo stato delle attrezzature prima di percorrerla.
È anche possibile percorrere l'intera cresta, dalle Ponze alla cima principale, per un itinerario inizialmente attrezzato dagli Alpini negli anni venti in alcuni punti critici e denominato via Kugy (alcuni punti di II grado). Ad assicurarsi la prima invernale furono Ignazio Piussi, Lorenzo Bulfon, Bruno Giacomuzzi e Arnaldo Perissutti il 22-24 gennaio 1956.

## Galleria d'immagini

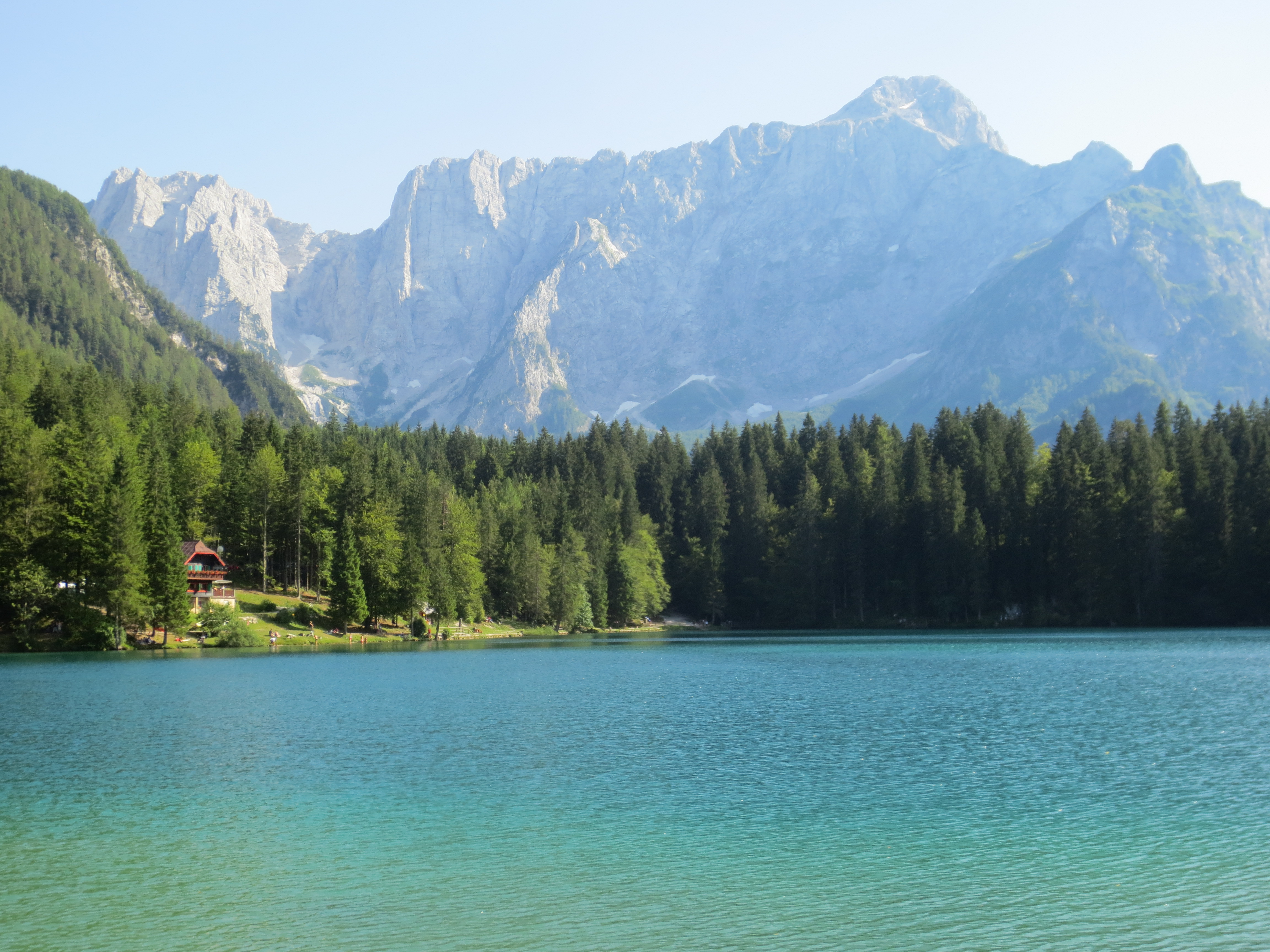
Fusine, il lago inferiore con il Mangart
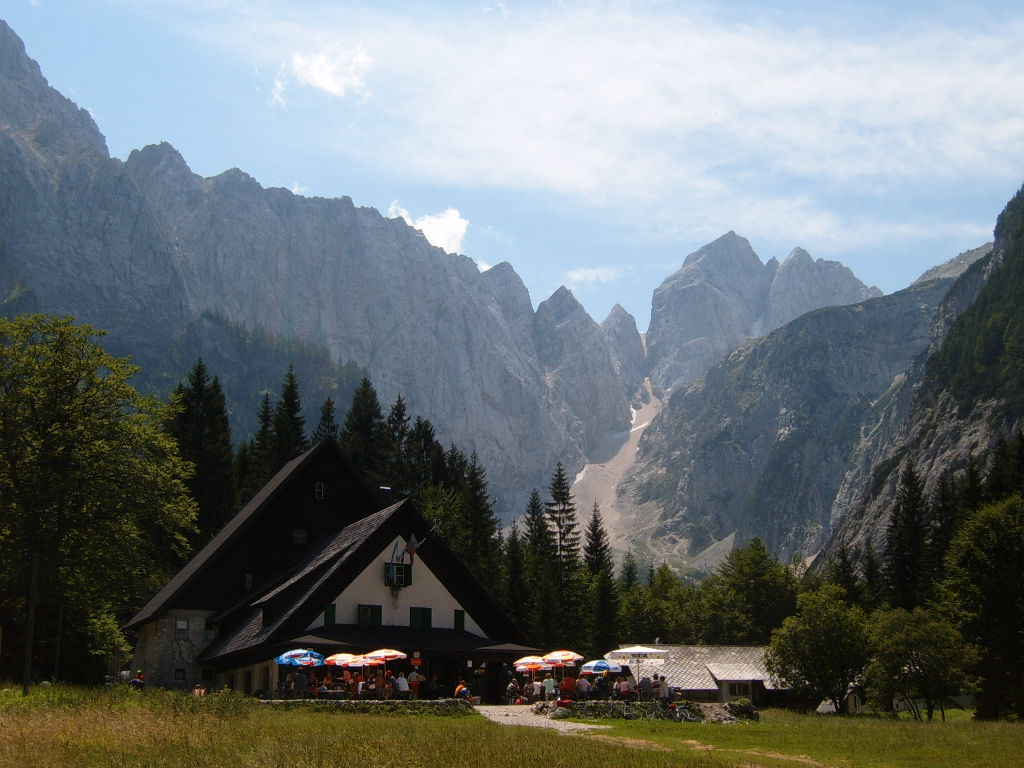
Il Gialuz dal lato sloveno, Valle di Tamar
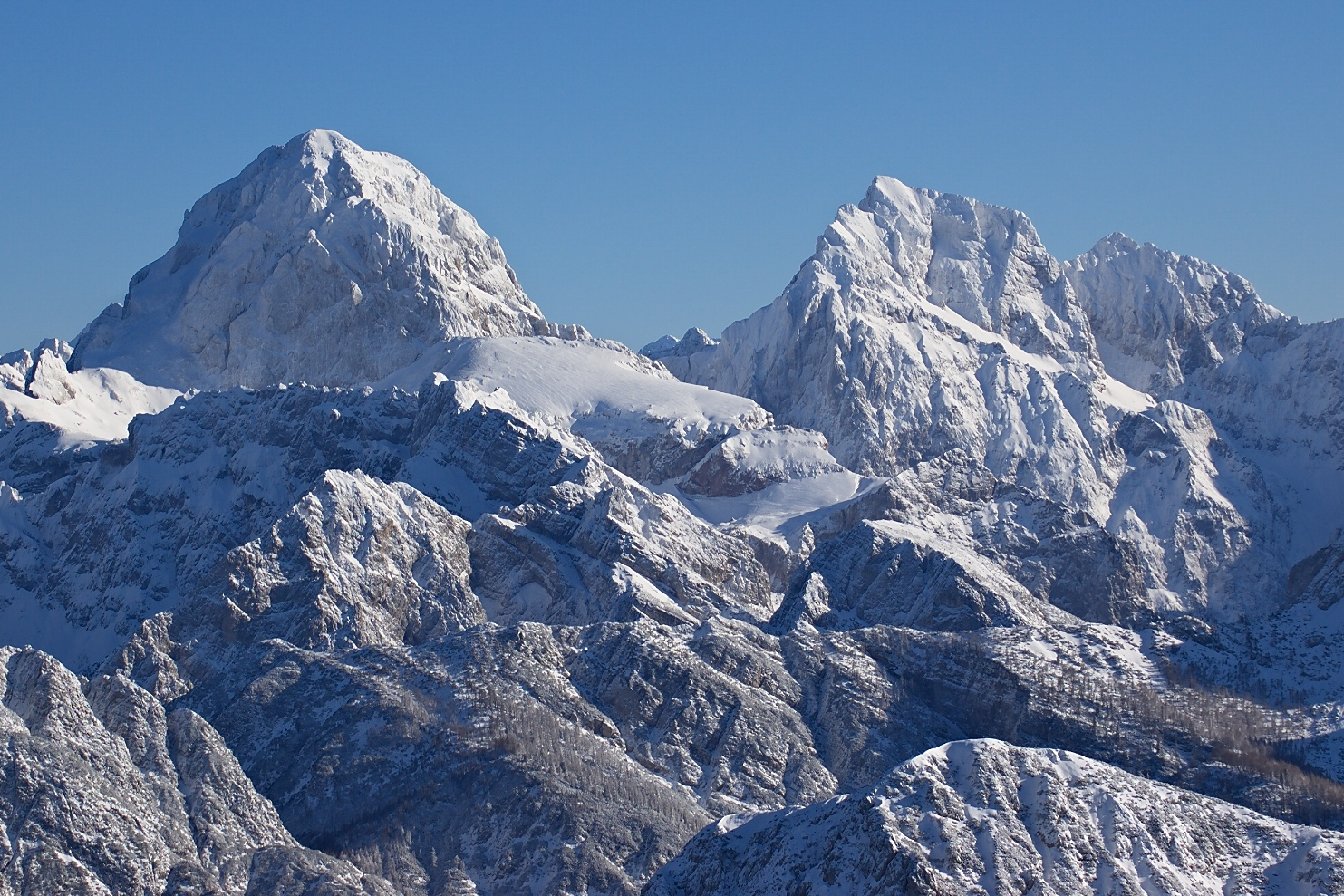
Mangart e Jalovec
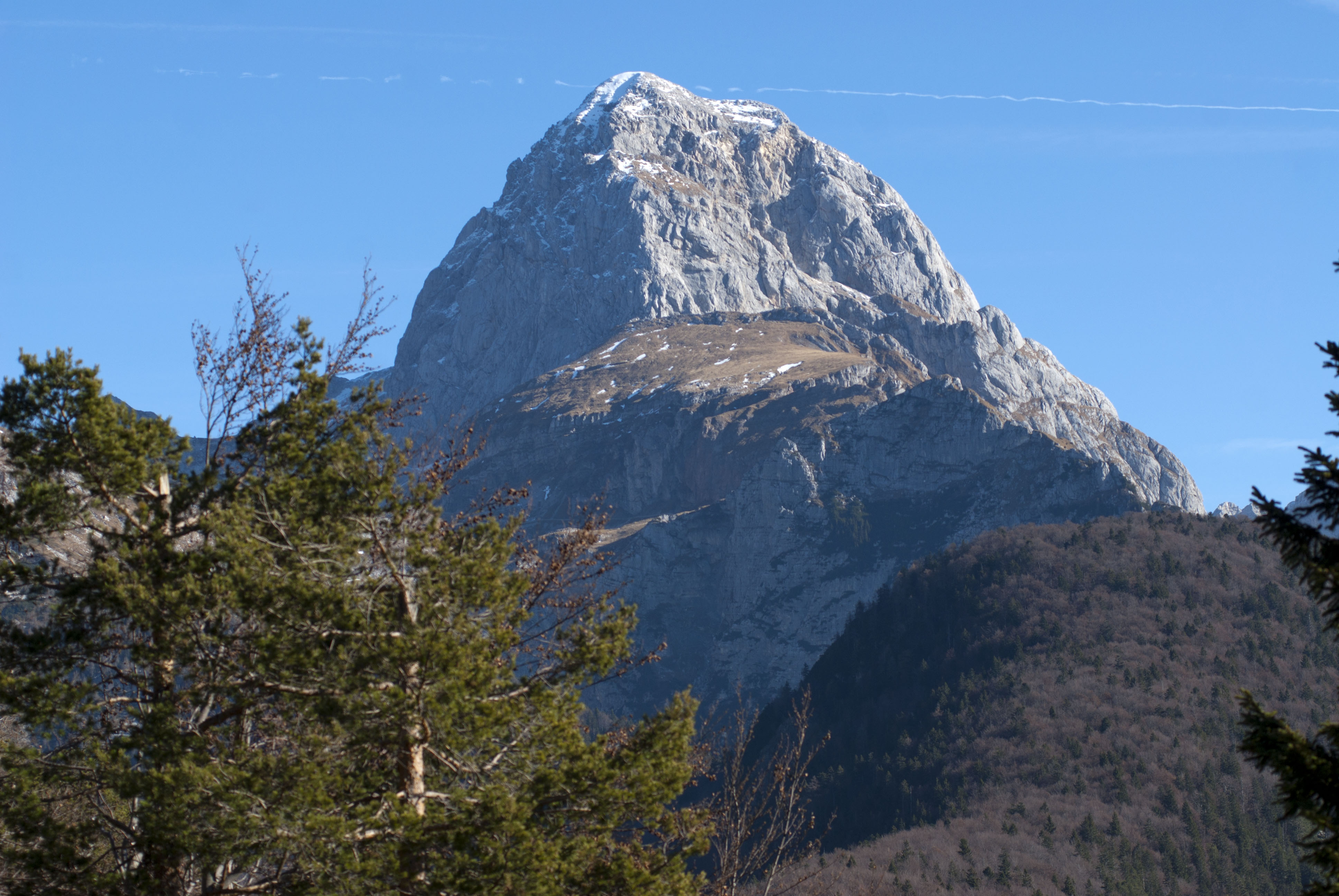
Il monte visto dal lato sloveno
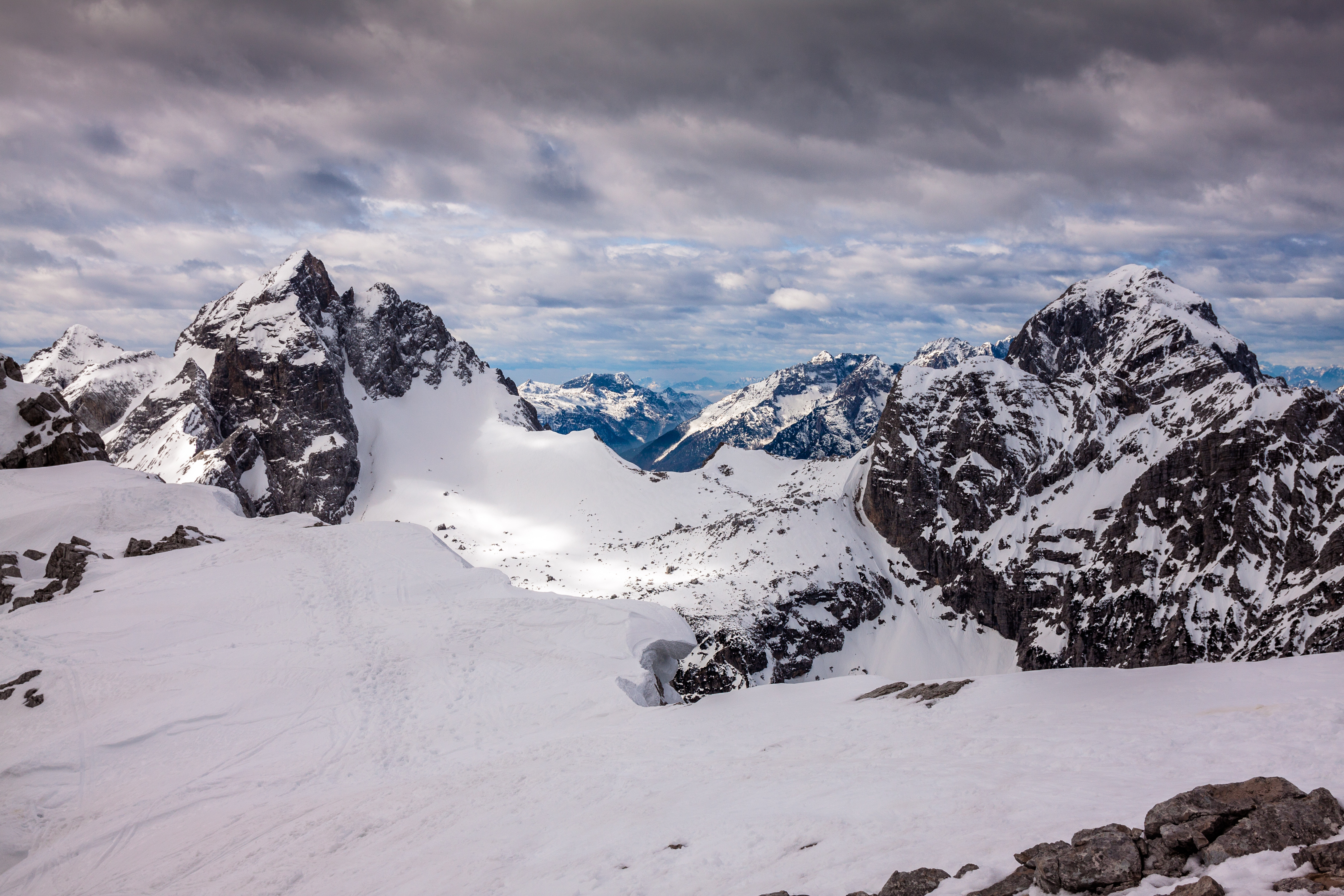
Vista invernale dal Velika-Moistrocca
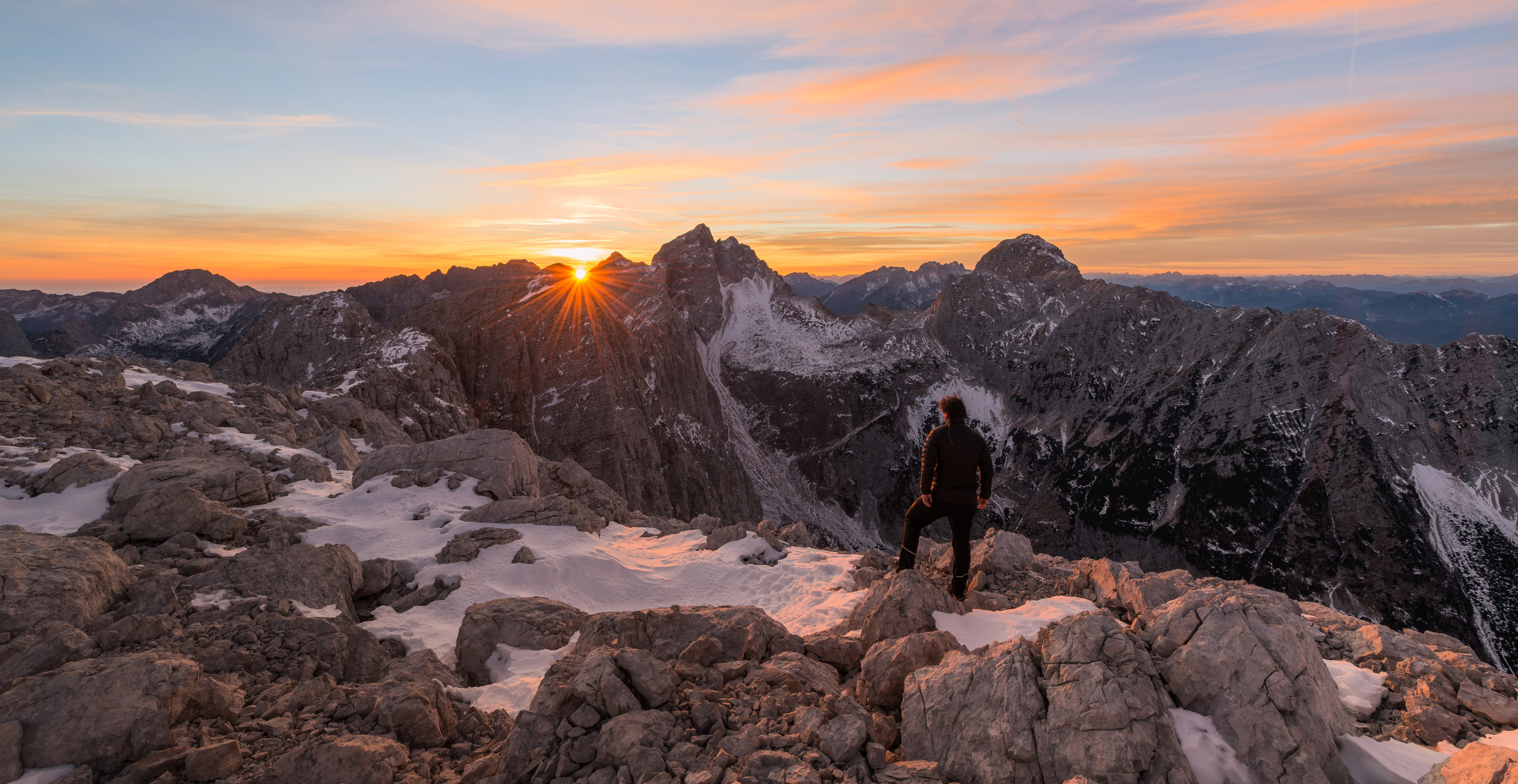
Vista al tramonto